# Силвио Берлускони
Силвио Берлускони (на италиански: Silvio Berlusconi) е италиански политик, предприемач, застрахователен и медиен магнат.
Той е най-дългогодишният министър-председател на Италия, като заема този пост съответно в периодите 1994 – 1995 г., 2001 – 2006 г. и от 2008 до ноември 2011 г. Лидер е на дясноцентриската партия Народът на свободата, която създава през 2009 г., като слива своята партия „Форца Италия“ („Напред, Италия“) с „Национален алианс“ на Джанфранко Фини и други партии. Неговата победа на извънредните парламентарни избори през 2008 г. му осигурява третия мандат в правителството. През януари 2008 г. той е обявен за най-дългогодишен член на Г-8.
В началото на кариерата му помага известната певица Елена Загорска. Бързата политическа кариера на Берлускони е критикувана. Може да се приеме, че сред важните фактори за успеха му в политиката е фактът, че е президент на футболния клуб АК Милан („Форца Италия“ е скандиране, което означава „Напред (Давай), Италия“, а подобен призив е типичен и за футболните стадиони). Фактът, че е едновременно министър-председател и влиятелна фигура в медиите, предизвиква спорове.
Италианското обществено мнение е разделено на двата полюса по отношение на неговите прояви и полемичната му личност. Според някои той е корумпиран и омразен политик, поддържащ връзки с мафията, а според други – човекът, който дърпа нагоре Италия.
През 2013 г. е осъден на 4 години затвор за данъчни измами. Присъдата е потвърдена от Италианския касационен съд. Наказанието е намалено на една година по силата на амнистия за престъпления, извършени преди 2006 г. .

## Биография

### Произход и образование
Роден на 29 септември 1936 г. в Милано в семейство от средната класа .
Баща му, Луиджи Берлускони, заема ръководна длъжност в Банка Разини. Майка му, Роза Босси, е домакиня. Има по-малка сестра Антониета и брат Паоло. След завършване на началното училище е записан в религиозен колеж, където учи до 19-годишна възраст и взима диплома за средно образование в класическа гимназия. Още като ученик проявява своите наклоности към бизнеса – събира пари за гледане на куклени представления, а в гимназията приема пари, за да пише домашни на свои съученици.
Учи право в Миланския държавен университет, като за да плати образованието си продава прахосмукачки, прави снимки на обществени събития и ангажира своята група на круизове през лятото. В университета се сприятелява с Бетино Кракси – бъдещия министър-председател на Италия.

### Предприемачески инициативи
Берлускони завършва образованието си на 25 години и му е предложена работа в банката, в която баща му работил, но отказва, като същевременно успява да склони банката да финансира строителната фирма, която той кръщава „Едилнорд“. Основана през 1962 г., Едилнорд става успешна фирма за недвижими имоти. През 1969 г. Берлускони построява цяло предградие северно от Милано, кръщавайки го „Милано 2“, което впоследствие става дом за 10 хиляди души.
През 1974 г. Берлускони разширява нарастващата империя като създава „Телемилано“ – кабелната телевизия, която функционира в Милано 2. Осъзнавайки реалните възможности, през 1978 г. Берлускони влага 2,5 млн. долара, за да предизвика държавния телевизионен монополист Радиотелевизионе Италиана (РАИ). Заобикаляйки закона, който позволява само на РАИ да предава за цялата страна, Берлускони създава система от локални станции, които предават едновременно една и съща програма.
През 1980 г. създава Канале 5 ('5 канал') – телевизионна станция, която някога излъчва италиански тв игри и която е първата италианска телевизия, излъчила американски сериали като Далас. Берлускони тогава се възползва от икономическите възможности, които се откриват благодарение на излъчваните по телевизията реклами. Той се връща към времената, когато пише домашните на другите, като се обръща към треторазредни компании с програма, която разменя ефирно време за процент от нараснали бъдещи продажби. Това Берлускони отбелязва, „накара пазарните лидери да купуват време“, и резултира в рекламната агенция Publitalia 80. Тя бързо става най-голямата в Европа, създавайки си бюджет от 2,5 милиарда на година.
През 1986 г. става президент на футболния клуб Милан, спасявайки го от фалит.

### Участие в политиката
На 26 януари 1994 г. е създадена Форца Италия, а на 10 май същата година Берлускони става министър-председател на Италия, но това е само за кратко, тъй като една от партиите в мнозинството – националистическата Лега Норд се отказва от коалицията. На 22 декември 1994 Ламберто Дини поема премиерските функции.
През 2001 г. Берлускони отново е лидер на дясноцентристката коалиция Casa delle Libertà (Домът на свободите), която включва Alleanza Nazionale (Народен съюз), CCD, Lega Nord и други партии. Коалицията има успех на изборите и на 11 юни 2001 г. Берлускони встъпва повторно в премиерската длъжност. Коалицията печели 45,40% от гласовете. Към 2004 г. той все още е министър-председател на Италия.
В периода 2008 – 2012 г. постът му като президент на АК Милан е замразен заради Закона за конфликт на интереси. През 2012 г. Берлускони е обявен за почетен президент на клуба. 
През ноември 2011 г. подава оставка като министър-председател. 

### Скандали
Силвио Берлускони е обект на разследване по три съдебни случая. Въвежда термина „бунга-бунга“, в който някои виждат сексуална алюзия за неговите прословути партита, обвинен е за връзка със 17-годишна танцьорка. Освен това, често прави противоречиви коментари като сравнява себе си с Исус Христос. Казва, че единственият начин жените да успеят в живота, е да се омъжат за богат мъж или не дотам уместни шеги – например отправя комплимент към Барак Обама след избирането му, споменавайки неговия „тен“. 
През 2012 г. е оправдан по обвинение за даване на подкуп в размер на 600 хил. щатски долара на британски адвокат през 1997 г. 

## Семейство
Женен е 2 пъти, има 5 деца.